# Luisina Brando
Luisina Brando (nacida como Luisa Noemí Gnazzo, Buenos Aires, 10 de diciembre de 1945) es una actriz argentina de cine, teatro y televisión de gran popularidad en los años setenta, ochenta, noventa e  inicios de los dos mil.

## Trayectoria
Brando comenzó su carrera en los programas de televisión Viendo a Biondi y Telecómicos, junto a dos grandes humoristas, Pepe Biondi y José Marrone, lujo que pocas actrices se pudieron dar. Luego, fue protagonista de telenovelas y unitarios en Alta comedia y Atreverse. Hizo teatro con los mejores artistas argentinos y en cine llegó a trabajar con el gran actor italiano Marcello Mastroianni, en De eso no se habla.

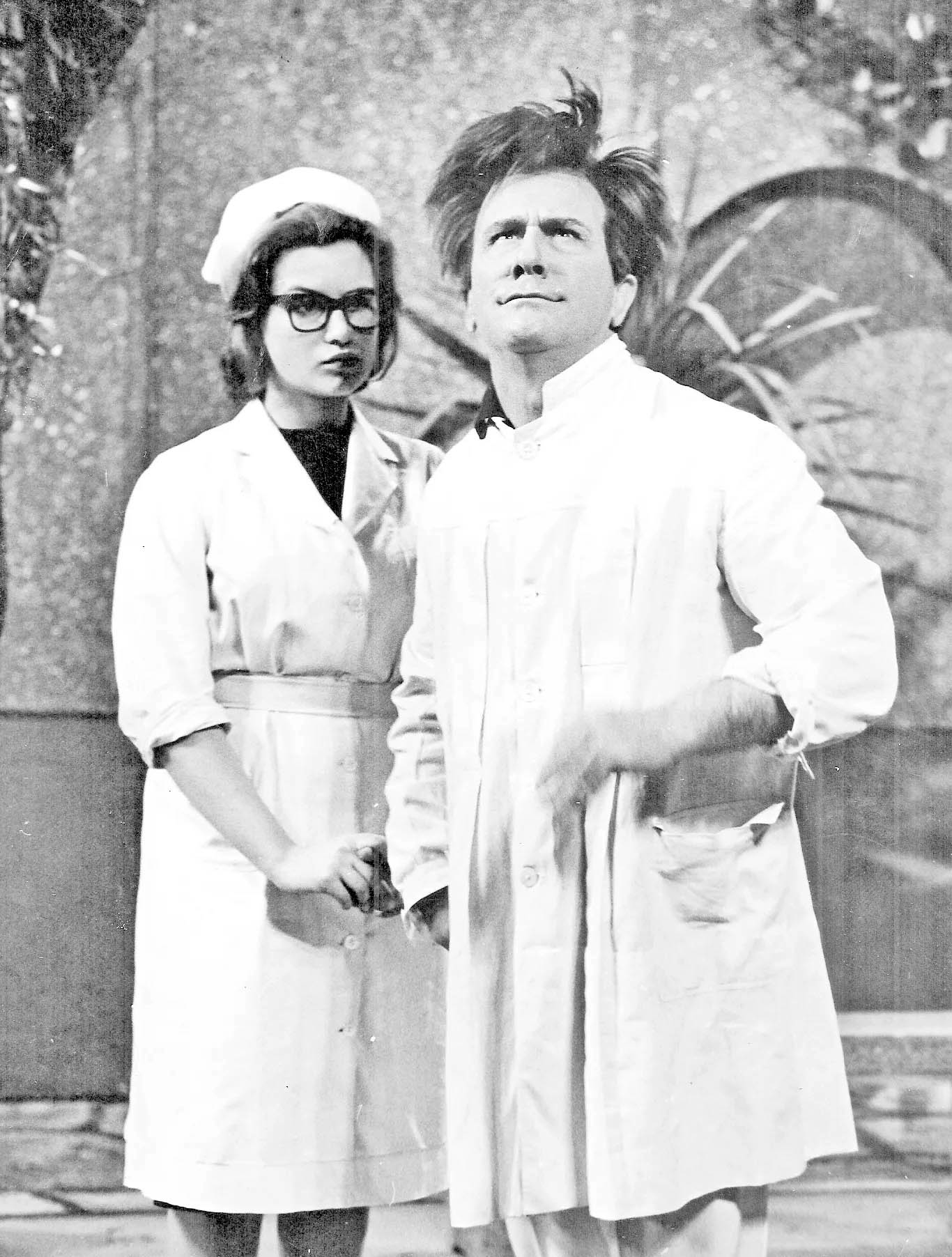
Pepe Biondi y Luisina Brando en Viendo a Biondi (1969).

Es considerada una de las actrices más importantes del teatro artebtino, ya que interpretó perdonajes en Irma la dulce, El zoo de cristal, de Tennessee Williams con Flora Steinberg, Oscar Martínez y Víctor Laplace, Noches blancas, de Dostoievski, Seis personajes en busca de un autor, de Luigi Pirandello, Knepp, de Jorge Goldenberg, Las troyanas, de Eurípides, junto a María Rosa Gallo, y como Eva Perón en Eva y Victoria, junto a China Zorrilla.
Actuó en más de treinta películas, siendo una de las actrices favoritas de los directores Leopoldo Torre Nilsson (en Boquitas pintadas, de Manuel Puig), María Luisa Bemberg y Alejandro Doria.
Entre 1990 y 1996 dirigió su propia escuela de teatro.

## Vida privada

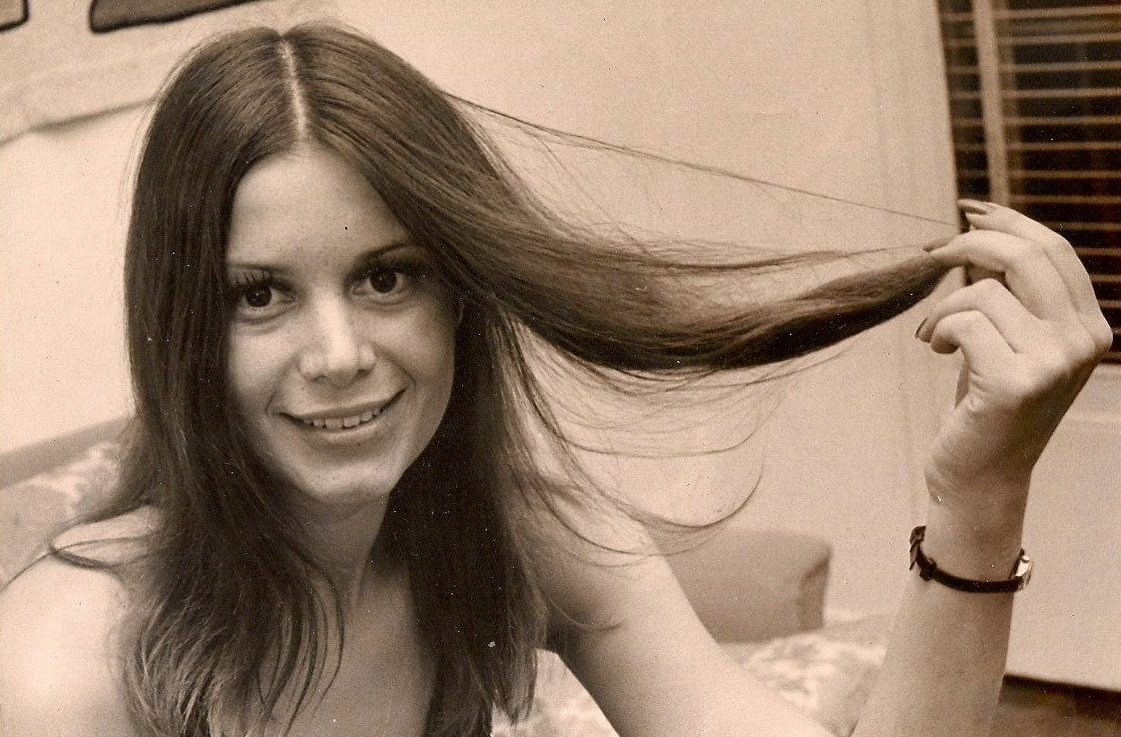
Luisina Brando en 1968.

Estuvo casada con el director Juan José Jusid, en cuya película Los gauchos judíos actuó. Con él tuvo al compositor y pianista Federico Jusid (1973), quien ha compuesto música para importantes películas argentinas como El secreto de sus ojos.
Desde 1982 y hasta 1988 estuvo en pareja con el actor Carlos Calvo.
Desde hace más de 12 años comparte su vida con «simplemente Jorge», hombre al que conoció entre libros y café, en Argentores. 

«Yo decía: “Qué buen mozo, debe estar recasado”. Qué pena, qué pulcritud, ¡brillaba! Después de charlar mucho, me llamó. Yo ya no quería convivir con nadie y a los dos meses nos fuimos a vivir juntos. Tengo un marido tan lindo, una casa a la que me gusta habitar, un hijo músico hermoso [Federico Jusid] y ya tan realizado. Dios fue canchero conmigo».
Según el artículo «Luisina Brando: “No quiero olvidarme de gozar la vida”», en el diario Clarín del 7 de marzo de 2009, consultado el 12 de octubre de 2010.

Desde su última participación en la televisión, que fue en 2014, para la TV Pública, en Doce casas, Brando cuidó celosamente su privacidad y se mantuvo alejada de las luces de las cámaras y los focos de los medios. En 2020, en una entrevista para el diario La Nación, dio detalles sobre el giro radical que había dado en su vida y confesó que desde hace 24 años vive en un barrio cerrado en Pilar (Buenos Aires), donde pasa sus días con suma tranquilidad. Luisina dijo: "No soy Greta Garbo, nada que ver", en referencia a la actriz sueca fallecida en 1990 que, después de su éxito en la década del 20 y 30, decidió retirarse en 1941.

## Filmografía

### Cine[4]
- 1964: El desastrólogo
- 1964: El gordo Villanueva
- 1969: El bulín
- 1970: ...(Puntos suspensivos)
- 1973: Paño verde (Chola)
- 1974: Boquitas pintadas (Mabel Sáenz)
- 1975: Los gauchos judíos
- 1976: Juan que reía (Betty)
- 1976: Piedra libre (Amalita)
- 1978: La parte del león (Luisa)
- 1979: Contragolpe (Nazaria)
- 1979: La isla
- 1980: Queridas amigas (Esther)
- 1980: Días de ilusión
- 1981: Sentimental (Requiem para un amigo) (China)
- 1982: Señora de nadie (Leonor Vitali de Morales)
- 1984: Noches sin lunas ni soles (Ana)
- 1984: Darse cuenta
- 1985: Bairoletto, la aventura de un rebelde (Dora)
- 1985: La búsqueda (Mónica)
- 1985: Hay unos tipos abajo (Ana)
- 1986: La película del rey
- 1986: Miss Mary (Perla)
- 1987: El año del conejo (Norma)
- 1987: El hombre de la deuda externa
- 1992: ¿Dónde estás amor de mi vida que no te puedo encontrar? (Agustina, o Tina)

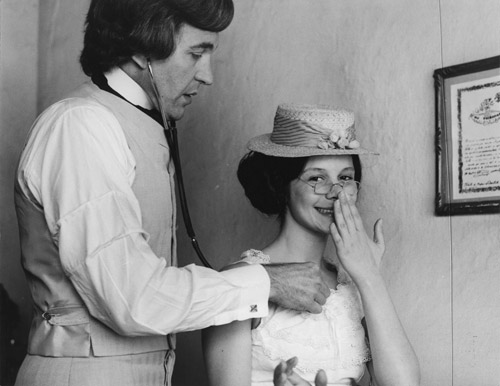
Luisina Brando junto a Leopoldo Verona (1931-2014) en la película Los gauchos judíos, de 1974.

- 1993: De eso no se habla (Leonor)
- 1995: Y peque Carlos, peque
- 1996: El dedo en la llaga (Mirta)
- 2011: No te enamores de mi

### Televisión[5]
- La edad de los sueños, Canal 7
- 1960: Los trabajos de Marrone, serie, Canal 13
- 1960: Telecómicos, serie, Canal 9
- 1961: Viendo a Biondi, serie, Canal 13
- 1964: Teatro 13:"LLegan parientes de España" canal 13
- 1968-1969: Estrellita, esa pobre campesina, serie (Fefa), Canal 13
- 1970: Eva 2000. (Canal 7)
- 1970: Alta comedia, episodio «Los muertos» (María Julia), Canal 9
- 1970: Otra vez Drácula (Teresa), Canal 9
- 1970: Uno entre nosotros. Canal 9
- 1970: Una vida para amarte (Nina), Canal 13
- 1970: Historias para no creer (Ruth), Canal 11
- 1971: Juguemos al amor. Canal 9.
- 1971: Alta comedia, episodio «El avaro» (Elisa), Canal 9
- 1971: Alta comedia, episodio «El inquilino desconocido» (Anastasia), Canal 9
- 1971: Así amaban los héroes (Amelia), Canal 13
- 1971: Los vecinos son macanudos.(Carmen). Canal 13
- 1971: Déjame que te cuente. (Canal 7)
- 1971: La supernoche: "El agujerito", Canal 11
- 1971/72: Frente a la Facultad, Canal 9
- 1972: Maria y Eloísa. Como: Eloísa. Canal 9.
- La novela Mensual: "El alma encantada"(Noemí), "Proceso a una mujer libre"(María Elena), "Miedo a quererte"(Mayra). Canal 9
- 1972: Malevo (Paula), Canal 9
- 1972: La novela semanal: "Una mujer por encomienda". Canal 9
- 1972: Mi dulce enamorada. Canal 9
- 1972: La bocina. Canal 9.
- 1973: La chispa del amor. Canal 13.
- 1973/74: Humor a la Italiana. Con Dario Vittori. Canal 9
- 1974: Todos Nosotros. Canal 9
- 1975: Juan del Sur. Canal 13.
- 1976: Mi querido Luis. Como María Eugenia. Canal 13.
- 1977: Aventura ’77, Canal 9
- 1977: Mi hermano Javier (Daniela), Canal 13
- 1979: Fortín Quieto, Canal 9
- 1980: Casados ayer, Canal 9
- 1980: Nacha Regules
- 1980: Somos como somos, Canal 13
- 1981: Mi viejo y yo, ATC
- 1982: Juan sin nombre (Margarita), Canal 9
- 1983: Los días contados (Ana), ATC
- 1984: La señora Ordóñez, ATC
- 1984: Los gringos, ATC
- 1985: El puente de coral vivo, Canal 13
- 1986: Muchacho de luna, ATC
- 1987: La sindicalista, ATC
- 1987: Un viernes con Luisina, ATC
- 1988: Invitada a un crimen, ATC
- 1990: Atreverse, Telefé
- 1992: Amores, Telefé
- 1994: Alta comedia, Canal 9
- 1995: Amores, Telefé
- 1996: No todo es noticia, Canal 13
- 1997: De corazón (Cristina), Canal 13
- 1997: Rosaura a las 10, Telefé
- 1998: Como vos y yo (Alicia Scala), Canal 13
- 2000: Los buscas de siempre (Silvina de Giménez-Alzaga), Canal 9
- 2001: Los médicos de hoy 2 (Chela Fernández), Canal 13
- 2002: Maridos a domicilio (Betty), Canal 9
- 2003: Soy gitano (Amparo Jorgelina Soto), Canal 13
- 2004: De la cama al living, Canal 7
- 2005: Amor en custodia (Alicia Almanzi)
- 2006: Amas de casa desesperadas (Felisa Gutiérrez), versión argentina de la serie estadounidense, por Canal 13
- 2007: Los cuentos de Fontanarrosa (Madre), Canal 7
- 2009: Herencia de amor (Teresa), Telefé
- 2011: Contra las cuerdas
- 2011: Vindica
- 2014: Doce casas, Historia de mujeres devotas

### Teatro
- 1972: Las troyanas (de Eurípides,junto a María Rosa Gallo.
- 1973: El espejo de las novias
- 1976: Seis personajes en busca de un autor (de Luigi Pirandello).
- 1978-1979: El zoo de cristal (de Tennessee Williams, con Flora Steimberg y Víctor Laplace,como Laura.
- 1981: Noches blancas (de Fiódor Dostoyevski).
- 1983: Chúmbale
- 1984: Knepp (de Jorge Goldenberg).
- 1984?: Vietrock
- 1987: La señora embajadora
- 1988-1990: Mamá
- 1990-1991: Irma la dulce
- 1992-1996: Eva y Victoria (junto a China Zorrilla).
- 1999: Noches blancas
- 2022: Concierto de la Orquesta Filarmónica de Buenos Aires

## Premios
- 1982: Festival Internacional de Cine de Taormina, premio a la mejor actriz por su papel en Señora de nadie.
- 1987: Premio Martín Fierro a la mejor actriz de televisión por Un viernes con Luisina
- 1991: Premio de la Fundación Konex a la mejor actriz de comedia en cine y teatro.[3]
- 1991: Premio Martín Fierro a la mejor actriz por su participación en el unitario Atreverse (entre 1991 y 1992).
- 1992: premio «Grupo Tiempo de Cine» del Festival de Venado Tuerto (Santa Fe).
- 1993: Premio Cóndor de Plata a la mejor actriz de reparto por ¿Dónde estás amor de mi vida que no te puedo encontrar?
- 1993: Premio Festival Internacional de Cine de La Habana (Cuba) a la mejor actriz por su actuación en la película De eso no se habla.[6]
- 1993: Premio del Festival Nacional de Cine Sur a la mejor actriz de reparto por ¿Dónde estás amor de mi vida que no te puedo encontrar?
- 1993: Premio Cine Sin Cortes a la actriz protagónica por De eso no se habla.
- 1994: premio «Grupo Tiempo de Cine» del Festival de Venado Tuerto (Santa Fe).
- 1994: Premio Cóndor de Plata a la mejor actriz por De eso no se habla
- 1997: nominada al premio Cóndor de Plata como mejor actriz por El dedo en la llaga.
- 2001: Premio de la Fundación Konex a la mejor actriz de cine.[3]